# جوناثان لوبيز (لاعب كرة قدم)
جوناثان لوبيز (بالإسبانية: Jonathan López)‏ (16 أبريل 1981 في إسبانيا - ) هو لاعب كرة قدم إسباني في مركز حراسة المرمى. شارك مع منتخب إسبانيا تحت 15 سنة لكرة القدم ومنتخب إسبانيا تحت 16 سنة لكرة القدم ومنتخب إسبانيا تحت 17 سنة لكرة القدم ومنتخب إسبانيا تحت 18 سنة لكرة القدم. أما مع النوادي، فقد لعب مع ريال أوفييدو وليفادياكوس ونادي ألباسيتي ونادي بورغوس ونادي خيتافي ونادي فالنسيا ونادي قرطبة ونومانسيا وVeria F.C. ‏ وCD Roquetas ‏ وفالنسيا ميستايا.

## وصلات خارجية
- جوناثان لوبيز على موقع قاعدة بيانات كرة القدم.إي يو (الإنجليزية)
- جوناثان لوبيز على موقع Soccerway.com (الإنجليزية)
- جوناثان لوبيز على موقع AS.com (الإسبانية)